# الدين في الهند
الدين في الهند (2011)
يتميز الدين في الهند بتنوع المعتقدات والممارسات الدينية، تعد الهندوسية هي الديانة الأكبر بنسبة 79.8% ويليها الإسلام 14.2% والمسيحية 2.3% والسيخية 1.7% اما باقي الديانات والمجموعات 2%.